# Corona de María de Módena

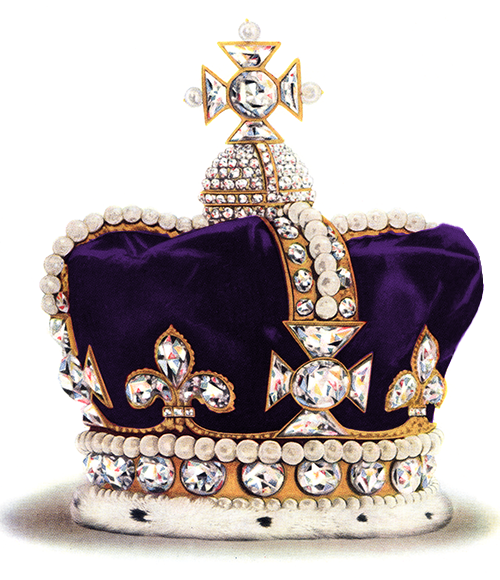
Corona de Estado de María de Módena

La Corona de Estado de María de Módena es la corona para la reina consorte confeccionada en 1685 para María de Módena, reina de Inglaterra, Escocia e Irlanda. Fue usada por futuras reinas e incluso por reinas reinantes hasta finales del siglo XVIII.
Originalmente engastada con diamantes de alquiler, sustituidos en la actualidad por cristales, se exhibe en la Casa de las Joyas de la Torre de Londres.
María de Módena disponía además entre sus joyas de una diadema, también depositada en la Casa de las Joyas, y de una corona de coronación, ahora propiedad del Museo de Londres.

## Descripción
La corona de oro originalmente tenía 523 diamantes pequeños, 38 diamantes grandes y 129 perlas grandes. Las piedras han sido reemplazadas por cristales de cuarzo. Mide 19 centímetros (7,5 plg) de alto y pesa 700 gramos (1,5 lb). La corona está decorada con cruces patadas y flores de lis, y posee cuatro semiarcos, rematados con un orbe y una cruz patada.

## Origen

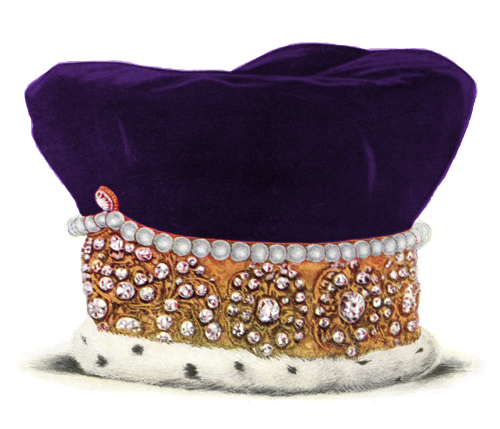
La diadema de María

Tradicionalmente, cuando un rey está casado, su esposa es coronada reina en la ceremonia de coronación. En 1649, la monarquía fue abolida tras una larga guerra civil entre Carlos I y su Parlamento, y las Joyas de la Corona británica fueron vendidas o acuñadas por la ceca real (Royal Mint). La coronación de María de Módena y su esposo, Jacobo II de Inglaterra, marcó la primera vez que una reina fue coronada tras la restauración de la monarquía, ya que Carlos II no estaba casado cuando subió al trono en 1660.
Se confeccionaron tres tocados para la coronación de la reina: una diadema para lucir en procesión hacia la Abadía de Westminster, una corona de coronación para la propia ceremonia, y una corona de estado para lucirla al salir de la abadía. Confeccionada por Richard de Beauvoir, estaba cubierta de diamantes valorados en 35.000 libras esterlinas, y el costo de su alquiler fue de 1.000 libras esterlinas. Pagó las coronas y la diadema de su propio bolsillo, y también encargó dos cetros nuevos y un anillo de coronación para la ceremonia.
La diadema de María estaba engastada con 177 diamantes, 78 perlas, 1 zafiro, 1 esmeralda y 1 rubí, aunque en la actualidad han sido sustituidos por piedras preciosas artificiales y perlas cultivadas, y también se exhibe en la Torre de Londres. Mide 8 centímetros (3,1 plg) de alto y pesa 300 gramos (0,7 lb).
Su corona de coronación sin joyas fue adquirida a un comerciante privado por el Museo de Londres en 1956. Hadía sido enviada a los joyeros de la corona, Rundell & Bridge para su mantenimiento en el siglo XIX, pero nunca fue devuelta a la familia real. Originalmente, la corona pesaba 600 gramos (1,3 lb) y estaba engastada con 419 diamantes, 46 perlas grandes, 7 rubíes, 7 zafiros y 2 esmeraldas.

## Uso
La corona fue utilizada posteriormente por las reinas reinantes María II y Ana; y por las reinas consortes Carolina de Brandeburgo-Ansbach y Carlota de Mecklemburgo-Strelitz. La corona de estado se rehízo por completo para la coronación de María II, lo que incluyó la adición del rubí del Príncipe Negro para la ocasión. En 1831, se consideró que la corona era demasiado teatral y estaba en mal estado, por lo que se fabricó la otra corona para la nueva reina, Adelaida de Sajonia-Meiningen. Sin embargo, es posible que Adelaida fuera coronada con una de las coronas de María de Módena.

## Galería

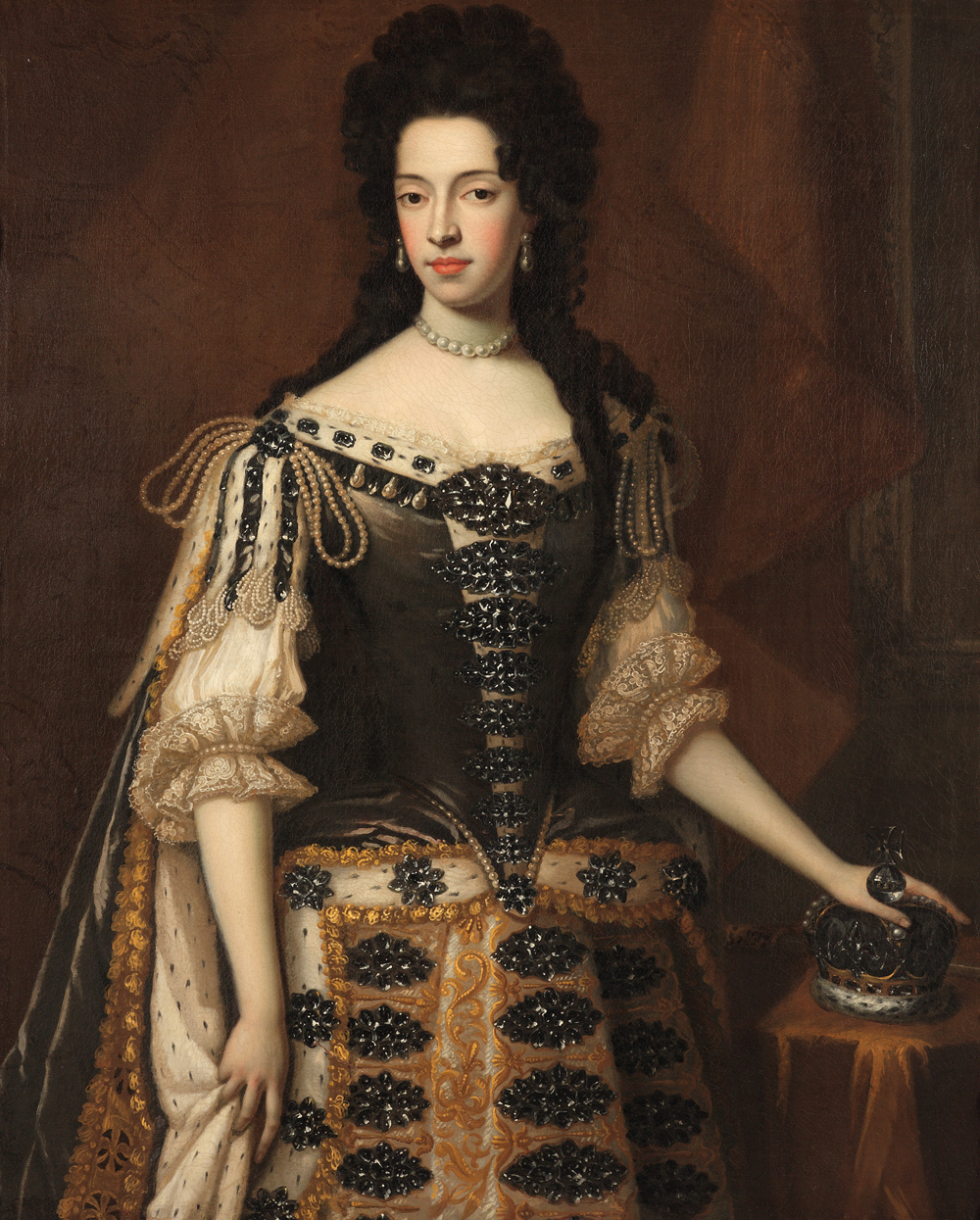
María de Módena con la corona, 1687
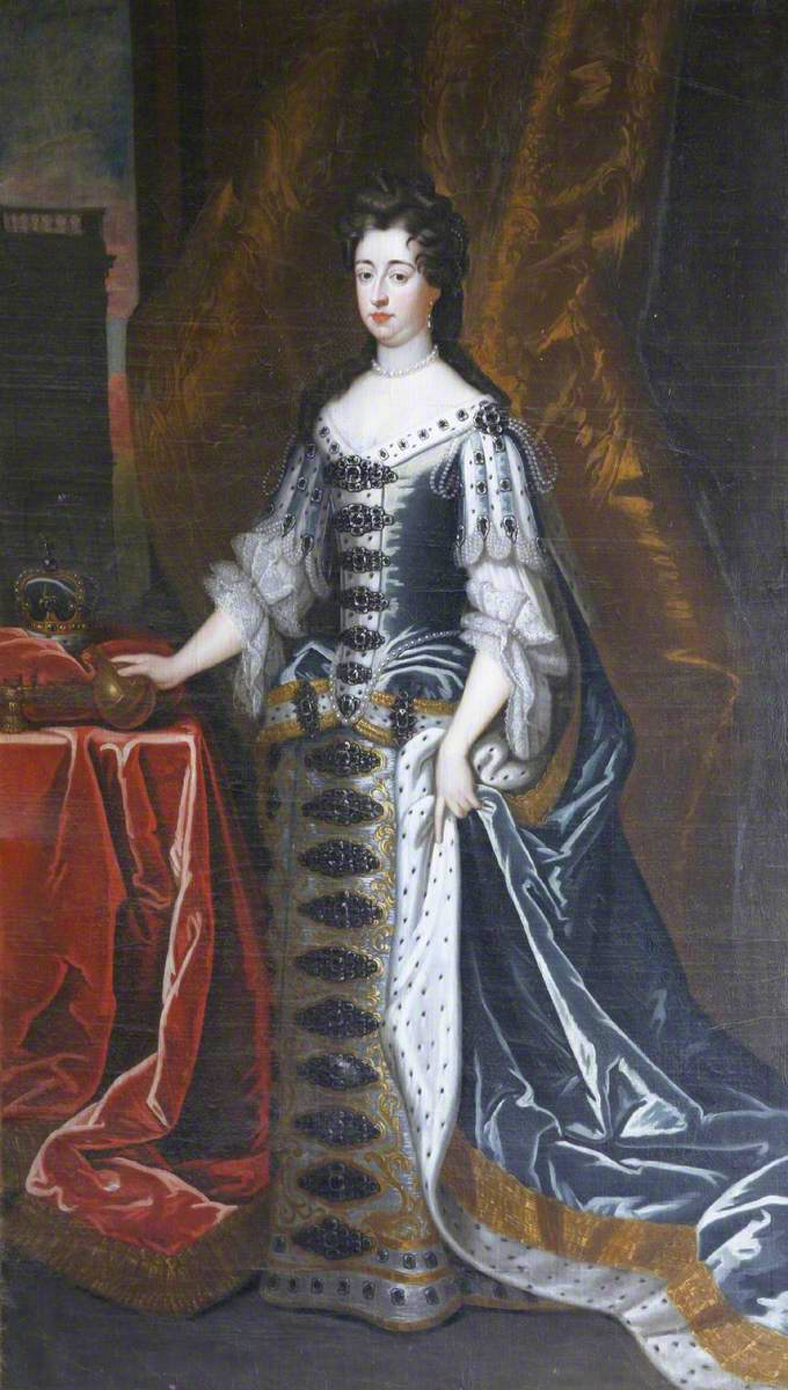
María de Módena, siglo XVII
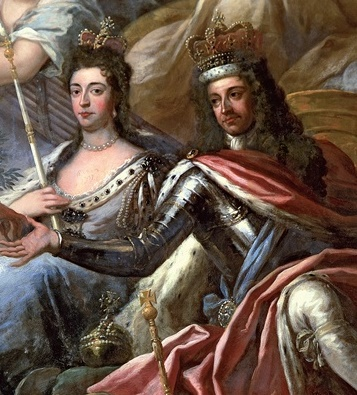
La reina María con la corona de Estado de María de Módena, con Guillermo III con la Corona de Estado de Carlos II
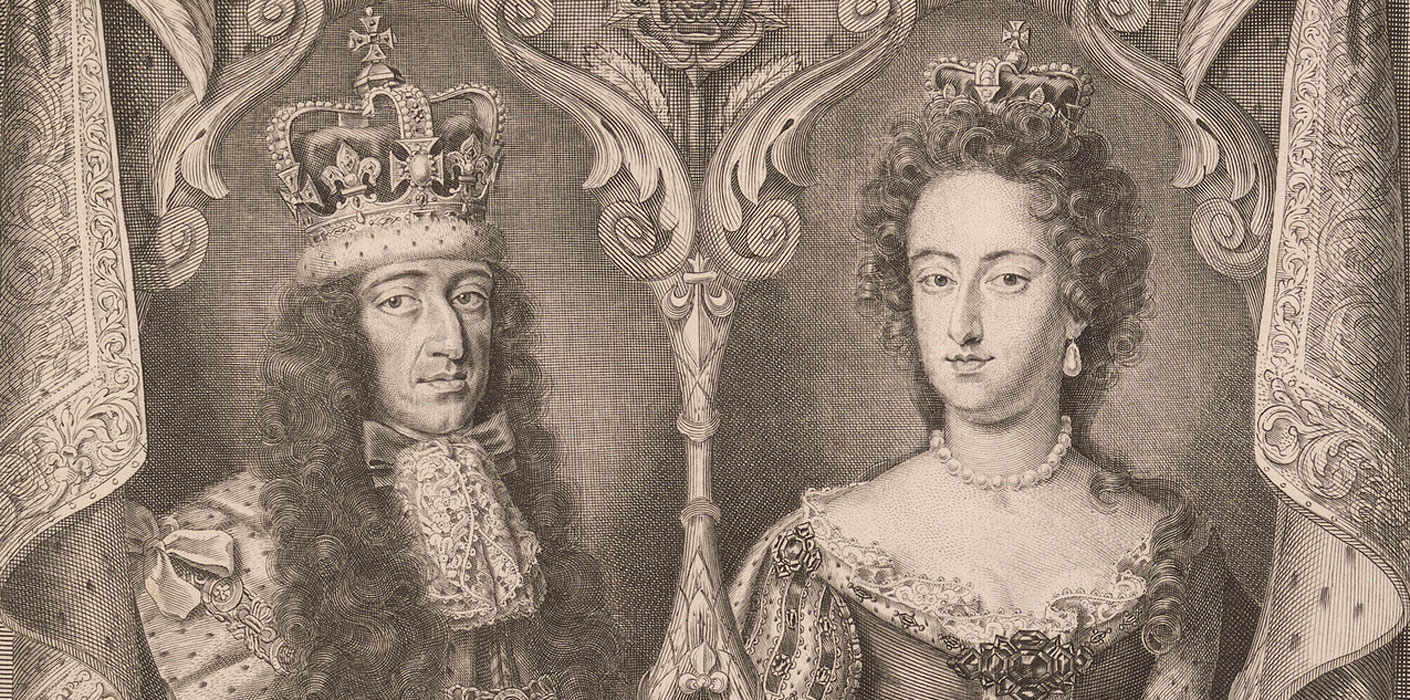
La reina María con la corona de Estado de María de Módena
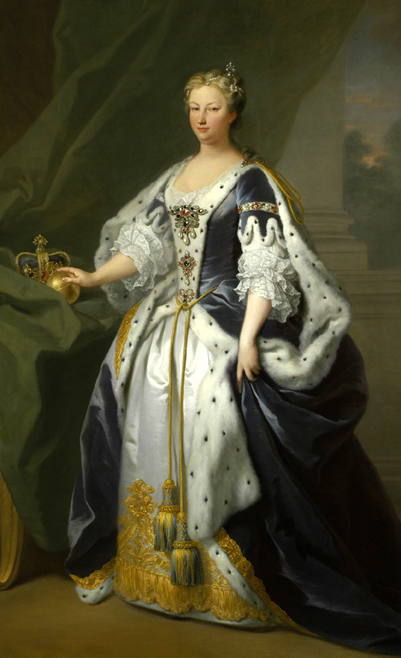
La reina Carolina, siglo XVII
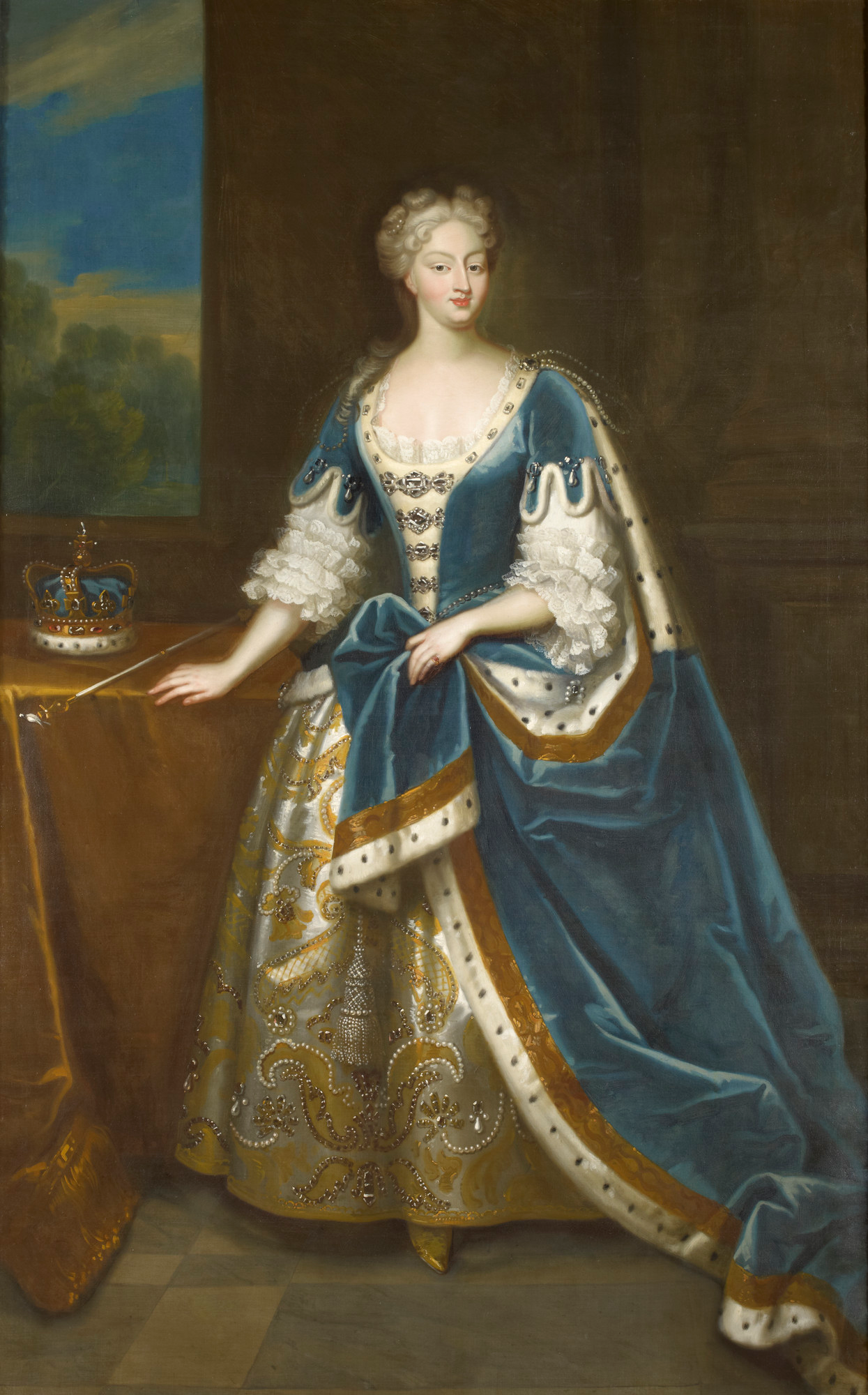
La reina Carolina, siglo XVII, hacia 1730
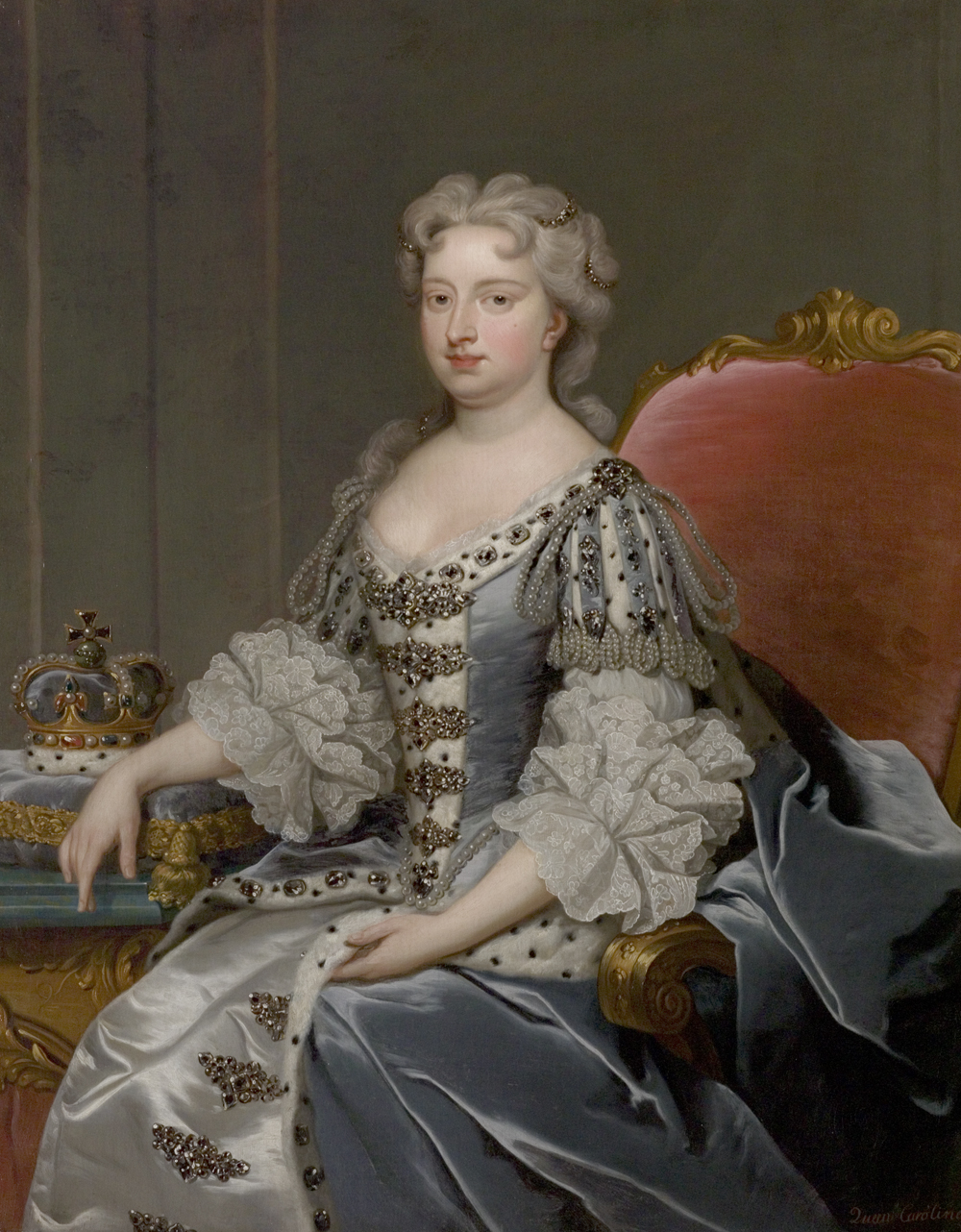
La reina Carolina, siglo XVII, hacia 1730
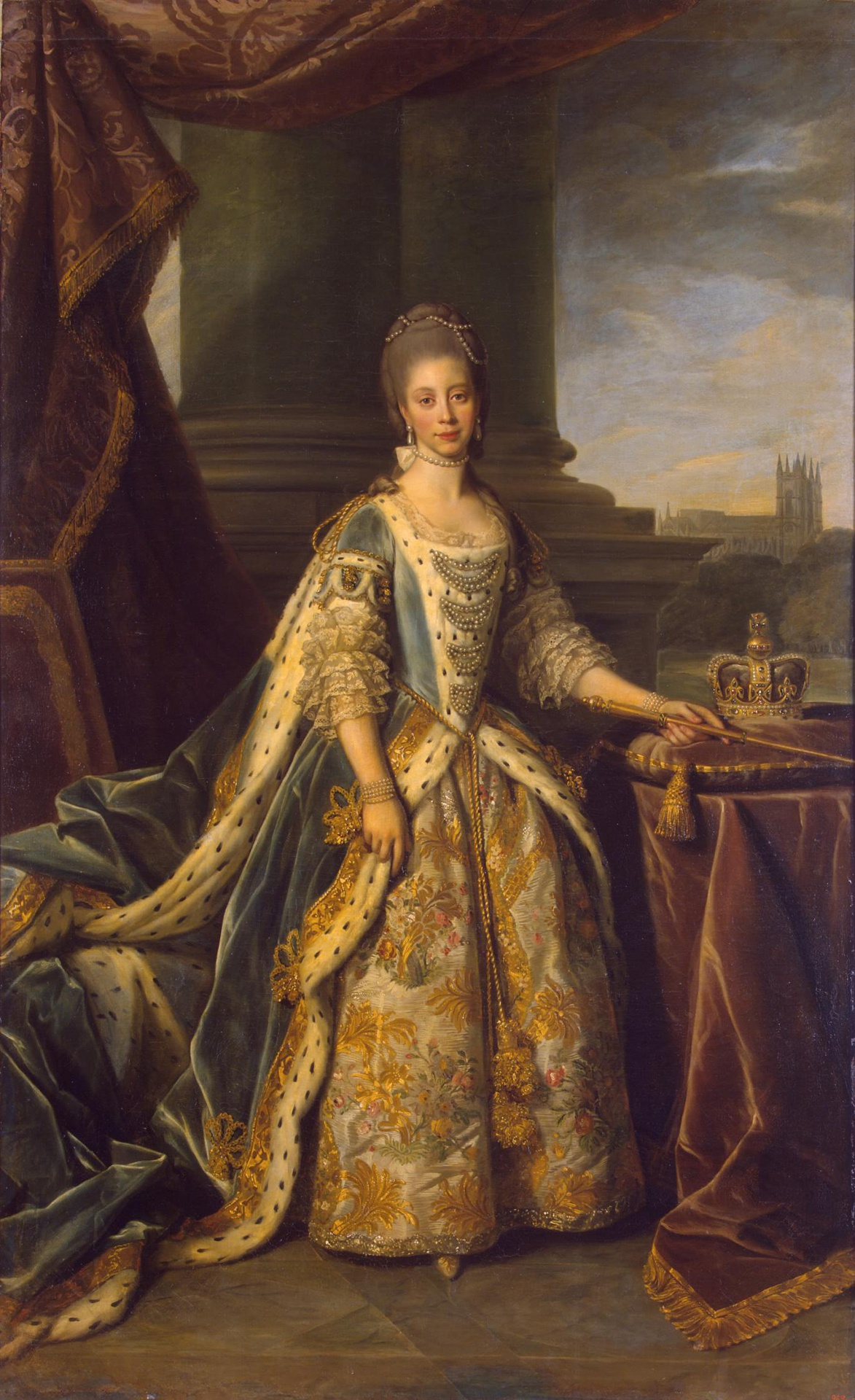
La reina Carlota con la corona, 1773